# Панчхан
Панчхан (банчхан, панчан, банчан), кор. 반찬 — общее название различных закусок и салатов в Корее, которые подаются как аккомпанемент к основному блюду и рису, в небольших неглубоких тарелках.

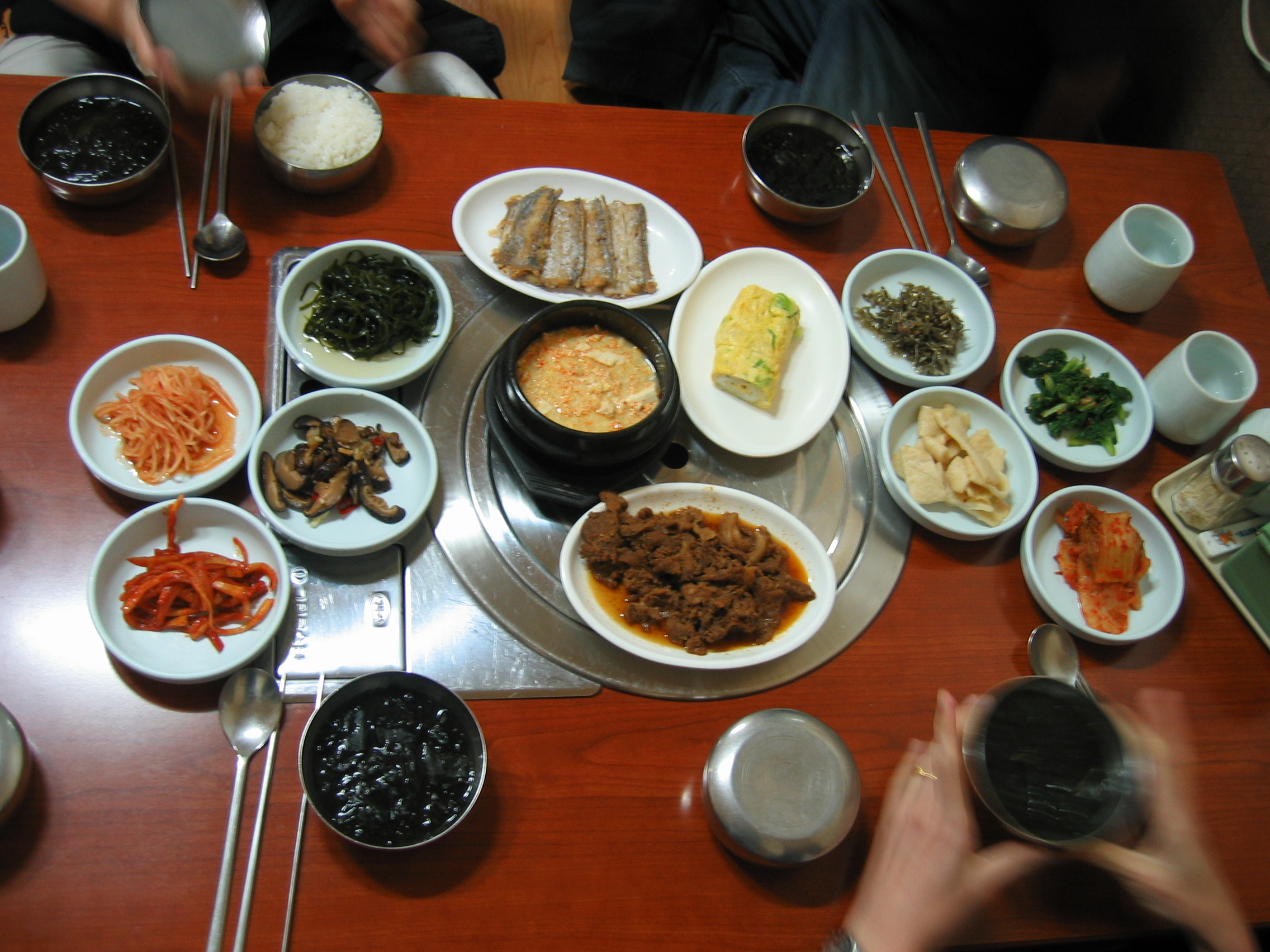

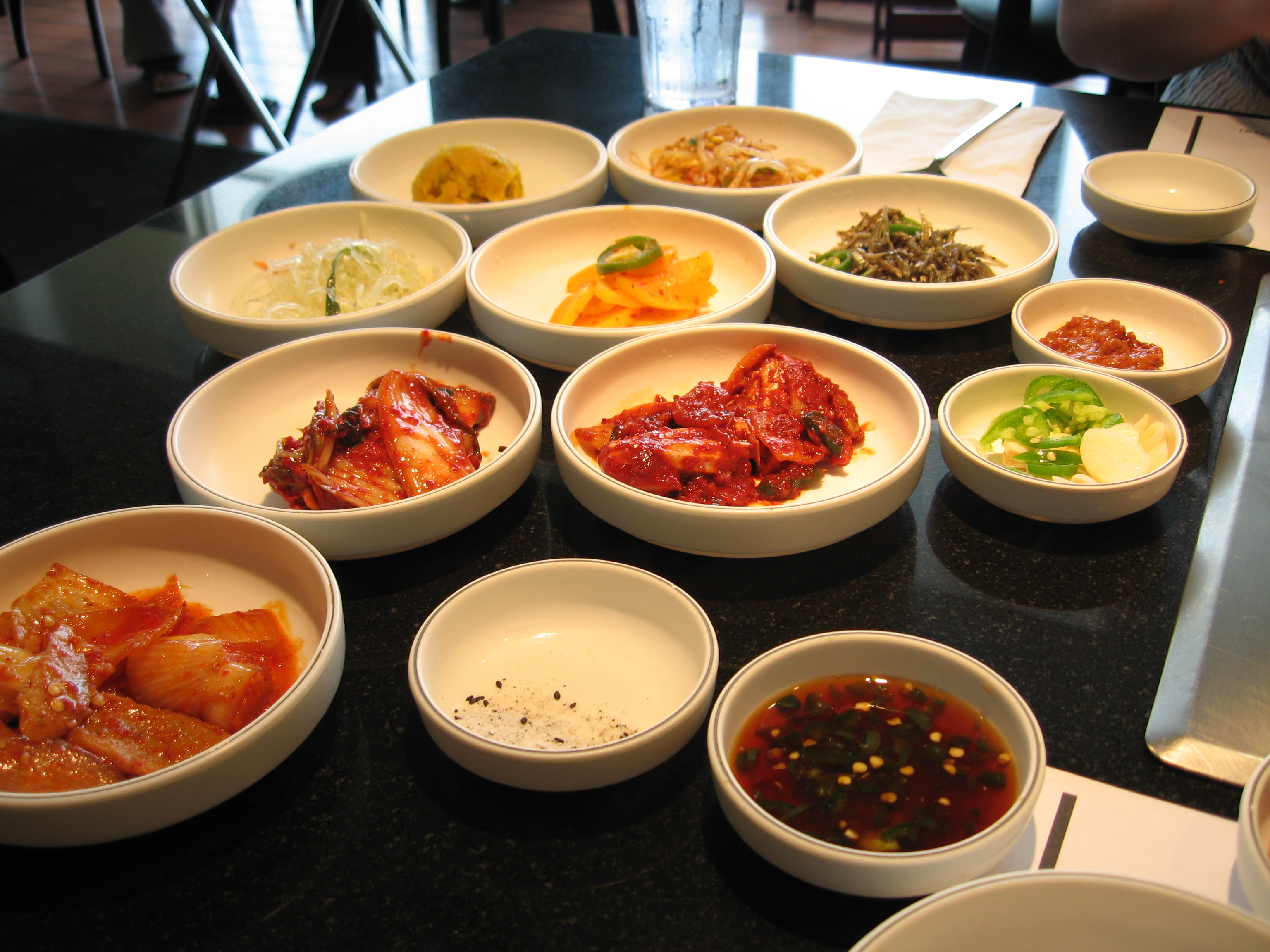

Слово используется как в единственном числе (обозначение одного вида закуски), так и во множественном. Один из самых известных корейских панчханов — кимчхи.
Панчхан сервируют вдоль всего стола, по центру, чтобы каждый мог свободно дотянуться до блюда, так как все панчханы принято есть сообща, также как и основное блюдо (кальби, пулькоги и так далее), в то время, как супы и рис подаются индивидуально каждому. Панчхан подается небольшими порциями, но постоянно пополняется во время застолья. Количество панчханов зависит от события, чем важнее событие, тем больше закусок. Количество и ассортимент закусок также зависит от провинции. Например, провинция Чолладо известна тем, что подает большое и разнообразное количество панчхан к каждому основному блюду.

## Виды панчхана

### Кимчхи
Кимчхи (кор. 김치) — это квашеные овощи, заправленные острым красным перцем. Квашеная пекинская капуста (кор.배추, пэчху) — стандартный вид панчхана в Корее, который подается к каждому застолью. Некоторые корейцы считают стол неполным в случае отсутствия этого вида панчхана. Кимчхи также может быть сделан из других овощей, например, из зелёного лука (кор. 파 (пхa), дайкона (кор. 무 (му), или горчицы (кор. 갓 (гат).
| корейское название | кириллизация   | романизация   | описание |
| ------------------ | -------------- | ------------- | --- |
| 나박김치           | Набак кимчхи   | Набак кимчхи  | квашенная пекинская капуста и дайкон в крепком, не совсем остром рассоле, розового цвета. |
| 동치미             | Тонкимчхи      | en:Dongchimi  | различные овощи в прозрачном рассоле. Набак кимчхи и донгчхими также имеют общее название муль кимчхи (кор. 물김치) — «закуска в рассоле» |
| 겉절이             | Котджори       | Geotjeori     | разновидность кимчхи, без предварительного засола для сохранения хрусткости овоща. Чаще всего встречается вариант из пекинской капусты. |
| 깍두기             | Кактуги        | Ggakdugi      | закуска из квашенного дайкона, нарезанного кубиками и заправленного острым красным перцем |
| 오이 소박이        | О-и собаги     | Oi sobagi     | огурцы, начиненные зелёным луком и приправленные острым красным перцем. |
| 총각김치           | Чхонгак кимчхи | Chonggak      | дайкон, квашенный целиком с использованием острого красного перца. При подаче на стол дайкон разрезают вдоль на ломтики. |
| 열무김치           | Ёльму кимчхи   | Yeolmu kimchi | тонкие и небольшие ломтики молодого дайкона, заквашенные с помощью или без рыбного соуса (кор. 젓갈 чоткаль) |
| 파김치             | Пха кимчхи     | Pa kimchi     | острое кимчхи из зелёного лука, приправленное большим количеством соуса из солёных анчоусов. (кор. 멸치젓 (мельчхиджот), англ. myeolchijeot) |
| 갓김치             | Кат кимчхи     | Gat kimchi    | кимчхи из листьев индийской горчицы с большим количеством острого красного перца, с терпким вкусом и запахом. Применение крепко выдерженного соуса мёльчхиджот и клейкой пасты на основе риса уменьшает количество горечи и терпкость самих листьев. |

### Намуль
Намуль (кор. 나물) — бланшированные, маринованные или слегка обжаренные овощи, заправленные кунжутным маслом, уксусом, давленным (либо мелко порубленным) чесноком. Часто с использованием острого красного перца и соевого соуса.
| корейское название | кириллизация     | романизация        | описание |
| ------------------ | ---------------- | ------------------ | --- |
| 콩나물             | Кхоннамуль       | Kongnamul          | бланшированные соевые ростки (2-3 минуты), заправленные кунжутным маслом. |
| 시금치나물         | Сигымчхи намуль  | Sigeumchi namul    | бланшированный шпинат, заправленый кунжутным маслом, чесноком и соевым соусом |
| 미역무침           | Миёк мучхим      | Miyeok muchim      | нарезанные полосками листья морской капусты (ламинария), заправленные уксусом (сладким). |
| 무생채/무채        | Мусэнчхе мучхе   | Musaengchae/Muchae | мелко нашинкованный дайкон в кисловатом соусе, иногда заправленный крупно молотым острым красным перцем. |
| 고사리나물         | Косари намуль    | Gosari namul       | засоленные молодые ростки папоротника (кор. 고사리). Перед приготовлением, папоротник бланшируется (иногда замачивается в воде, если он был засушен впрок), после чего обжаривается с говядиной, заправляется давленным чесноком, кунжутным маслом, соевым соусом и т. д.                                                                                          |
| 취나물             | Чхви намуль      | Chwinamul          | бланшированные листья растения семейства Астровых (англ. Aster scaber), вымоченные, а затем отжатые от воды заправляются соевым соусом, семенами кунжута, пастой из острого перца и кунжутным маслом. Листья также заготавливают впрок (сушат), поэтому существует вариант закуски из предварительно засушенных листьев, которые просто больше выдерживают в воде. |
| 비름나물           | Пирым намуль     | Bireum namul       | бланшированные листья растения семейства Амарантовые c последующей заправкой различными приправами. |
| 냉이나물           | Нэнги намуль     | Naengi namul       | бланшированные листья пастушьей сумки с приправами |
| 돌나물             | Толь намуль      | Dollamul           | листья седума с острым перцем |
| 고구마순나물       | Когумасун намуль | Gogumasun namul    | отваренные и заправленные ростки батата. |
| 가지나물           | Каджи намуль     | Gaji namul         | отварной баклажан, нарезанный дольками и заправленный соевым соусом, чесноком, кунжутным маслом |
| 도라지나물         | Тораджи намуль   | Doraji namul       | нашинкованные корни ширококолокольчика, заправленные перцем, уксусом, семенами кунжута и кунжутным маслом. Существует вариант с предварительной тепловой обработкой: салат заправляется, после легкой обжарки на кунжутном масле |
| 숙주나물           | Сукджу намуль    | Sukju Namul        | бланшированные ростки маша, заправляются кунжутным маслом, соевым соусом, чесноком и перцем |
| 호박나물           | Хобак намуль     | Hobak namul        | кабачки, нарезанные кружочками или колясочками, в кляре. Существует также варианты: кабачки тушат или готовят с говядиной, соевым соусом, солеными креветками, чесноком и т.д |

### Поккым
Поккым (кор. 볶음) — закуски с соусом, предполагающие легкую обжарку.
- Оджиночхе-поккым (кор.오징어채볶음) закуска из обжаренной сушёной стружки кальмара, заправленной смесью из кочхуджана (кор. 고추장) — острой пасты из красного перца, чеснока и особой приправы в виде сиропа мульёт. Его подают и как анджу (кор. 안주), в виде закуски к выпивке, и как панчхан.
- Чеюк-поккым (кор. 제육볶음) — жареная свинина в соусе, с пастой кочхуджан, луком.
- Кимчхи-поккым (кор. 김치볶음) — жареное кимчхи. Существует вариант обжарки кимчхи вместе со свининой.

### Чорим
Чорим (кор. 조림) — блюда, приготовленные путём длительного вываривания в бульоне со специями на медленном огне.
- Тубу-джорим (кор. 두부조림) — соевый творог тубу, приготовленный на медленном огне в разжиженном соевом соусе, с кунжутным маслом, давленным чесноком, мелко порубленным зелёным луком.
- Чан-чорим (кор. 장조림) — говядина, вываренная в соевом соусе, с добавлением различных специй, иногда подается с яйцами, сваренными вкрутую. Говядина подаётся в виде мелкой стружки.

### Ччим (Чим)
Ччим (кор. 찜) закуска, тушёная в горшочках, до полного выпаривания воды.
- Керан-ччим (кор.계란찜) — яйца, взбитые и тушёные в горшочке, существует вариант с рыбной икрой. В сущности является толстым омлетом.
- Кальби-ччим (кор. 갈비찜) — замаринованные в соевом соусе говяжьи рёбра, тушёные в керамическом горшке с различными овощами (картофелем, морковью, луком). Существуют другие варианты этой закуски, название которых варьируются в зависимости от главного продукта: баклажан, курица, рыба. Кроме того, существуют различные варианты из морепродуктов.

### Чон
Чон (кор. 전) — вариант корейских блинов. Обозначает разнообразные мучные изделия, приготовляемые на сковороде, по толщине либо как обычные блины, либо приближенные к оладьям c добавлением различных овощей. Также используется слово пуджимкэ (кор. 부침개, англ. Buchimgae), которое является синонимом слова чон. В Японии пуджимкэ называются тидзими, яп. ja:チヂミ).
- Самсэк-чон (кор. 삼색전) — термин, обозначающий блюдо с тремя различными видами корейских блинов, «блинное ассорти».
- Пхаджон (кор. 파전) — блины с зелёным луком. Существует вариант с яйцами.
- Кимчхи-чон (кор. 김치전) — блины из муки и кимчхи длительной выдержки.
- Камджа-чон (кор. 감자전) — корейский тип картофельных драников (potato pancakes)
- Сэнъсонджон (кор.생선전) — небольшие кусочки рыбы, жаренной в кляре из смеси муки и яичной болтушки.
- Тонъгыранъттэн (кор.동그랑땡) — лепёшка, сделанная из соевого творога, мяса, овощей и поджаренная в яичной болтушке

### Другие
- Чапчхэ (кор. 잡채) — подаётся в виде панчхана или как отдельное блюдо. Чапчхэ — блюдо из прозрачной крахмальной лапши, с добавлением различных овощей, говядины, чеснока и соевого соуса. Среди корё-сарам известен под названием «фунчоза» или «мёнтучхэ» (мён, кор. 면?, 麵? — лапша, чхэ, кор. 채?, 菜? — «овощи»), в Средней Азии блюдо часто называют «пентуза» (среди узбеков и таджиков).
- Камджа сэллоды (кор. 감자 샐러드) — картофельное пюре из батата с добавлением кусочков яблока, моркови, иногда салат дополняют консервированной кукурузой

### Особые случаи
Термины, используемые советскими корейцами для обозначения пищи, очень отличаются от сеульских, но наименования самых основных элементов корейской пищи почти одинаковы.
Однако существуют значительные расхождения в применение терминов на практике:
1) Среди корё-сарам, закуски к рису или то, что в Корее называется панчханом, называются хяеми или хяемсяе (хям-се). Панчханом же называют квашенный редис с рыбой, заправленный перцем. Иногда редис заменяют на капусту, либо квасят только редис, без рыбы (аналогичный метод квашения редьки существует и в Южной Корее см. «ккактуги»).
2) Панчхан из квашенного редиса, без рыбы, в Южной Корее носит наименование ккактуги (кор. 깍두기). В то же время то, что в Южной Корее называется «ккактуги», в речи корё-сарам называется «чвекукччхи».
3) Корё-сарам называют овощные салаты или закуски — «чхяе» (чхе, ча), в Южной Корее их называют «намуль». Одним из наиболее популярных салатов корё-сарам, —  «морковь-чхяе» (чхе) — салат из моркови. Салат является результатом инновации корё-сарам: удачной попыткой освоения новых, неизвестных им ранее продуктов..
Слово «чхяе»(чхе, ча) происходит от корейского «채» (чхэ), ханча 菜, дословно «овощи». В самой Южной Корее закуски в виде намуль (나물) также называются чхэ до добавления различных приправ.
Поэтому, почти все овощные корейские салаты у корё-сарам называются с окончанием на «чхе», то есть морковь-чхе или морковь-ча, указывает на главную составляющую часть салата. Пример: морковь-чхе, кади-чха (кор. 가지 (каджи) — баклажан), камджа-ча (кор. 감자 (камджа) — картофель).
4) Кроме того, корё-сарам используют другое название для кимчхи из пекинской капусты, хотя широко употребляют его в пищу.
Среди советских корейцев общеупотребителен термин «чимчи»/«чимчхи» (буква «ч» («ㅊ») в последнем слоге читается с небольшим придыханием, но не настолько выражено, чтобы явно расслышать «х»).